# 효의황후 (남명)
효의황후 이씨(孝義皇后 李氏, ~ 숭정 14년 정월 20일(1641년 3월 1일))는 홍광제의 계비이자, 추존황후이다. 낙양(洛陽) 출신이다.
이씨의 효철간황후와 같이 정확한 활동 기록이 없다. 숭정 14년(1641년)에 이자성의 난으로 인하여, 복왕세자비 이씨는 자결한다. 사후 홍광제가 즉위한 후에 복왕세자비 이씨를 황후로 추존하면서, 효의단인숙명정결희천이성황후(孝義端仁肅明貞潔熙天詒聖皇后)로 시호를 올렸다.